# MBC 플러스
엠비씨플러스(MBC PLUS)는 문화방송의 유료방송 채널을 운영하는 기업으로 현재 5개의 채널을 운영하고 있다.

## 운영
| 채널                | 슬로건                           |
| MBC 드라마넷        | 드라마 전문 채널이다             |
| MBC Every1          | 예능 전문 채널이다               |
| MBC M               | 컨텐츠 전문 채널이다             |
| MBC 스포츠+         | 스포츠 전문 채널이다             |
| MBC ON              | 아날로그 및 드라마 전문 채널이다 |
| 외주 채널           | 외주 송출                        |
| MBC NET             | 지역 전문 채널이다               |
| MBC 에브리원 글로벌 |                                  |
| MBC CLASSIC         | 전역 미국                        |
| all the K-POP       | 전역 전세계                      |

## 같이 보기
- 대한민국의 경제